# James Glenn Beall
James Glenn Beall (Frostburg, 1894. június 5. – Frostburg, 1971. január 14.) az Amerikai Egyesült Államok szenátora (Maryland, 1953–1965).